# Атаскоса (округ, Техас)
Шаблон:StateAbbr_ 28°53′ пн. ш. 98°32′ зх. д. / 28.89° пн. ш. 98.53° зх. д.
О́круг Атаско́са (англ. Atascosa County) — округ (графство) у штаті Техас, США. Ідентифікатор округу 48013.

## Історія
Округ утворений 1856 року.

## Демографія
За даними перепису 2000 року загальне населення округу становило 38628 осіб, зокрема міського населення було 15149, а сільського — 23479. Серед мешканців округу чоловіків було 18984, а жінок — 19644. В окрузі було 12816 домогосподарств, 10016 родин, які мешкали в 14883 будинках. Середній розмір родини становив 3,41.
Віковий розподіл населення поданий у таблиці:
| Стать    | До 15 років | 15-21 | 22-29 | 30-39 | 40-49 | 50-65 | 65-85 | Понад 85 |
| -------- | ----------- | ----- | ----- | ----- | ----- | ----- | ----- | -------- |
| Чоловіки | 5100        | 2207  | 1746  | 2688  | 2620  | 2758  | 1715  | 150      |
| Жінки    | 4998        | 2145  | 1879  | 2778  | 2753  | 2786  | 2027  | 278      |

## Суміжні округи
- Беар — північ
- Вілсон — північний схід
- Карнс — схід
- Лайв-Оук — південний схід
- Макмаллен — південь
- Ла-Салл — південний захід
- Фріо — захід
- Медина — північний захід

## Виноски
1. ↑  US Decennial Census. US Census Bureau. Архів оригіналу за 26 квітня 2015. Процитовано 18 квітня 2015.
2. ↑  Texas Almanac: Population History of Counties from 1850–2010 (PDF). Texas Almanac. Архів оригіналу (PDF) за 26 лютого 2015. Процитовано 18 квітня 2015.
3. ↑  State & County QuickFacts. US Census Bureau. Архів оригіналу за 31 січня 2016. Процитовано 8 грудня 2013. [Архівовано 2016-01-31 у Wayback Machine.](англ.) Наведено за англійською вікіпедією.
4. ↑  American FactFinder. Бюро перепису населення США. Архів оригіналу за 26 лютого 2012. Процитовано 31 січня 2008. [Архівовано 2008-05-21 у Wayback Machine.]

| США | Це незавершена стаття з географії США. Ви можете допомогти проєкту, виправивши або дописавши її. |